# Xiaoxi, Jiangxi
Xiaoxi är en socken i Kina. Den ligger i provinsen Jiangxi, i den sydöstra delen av landet, omkring 330 kilometer söder om provinshuvudstaden Nanchang. Antalet invånare är 21 040. Befolkningen består av 10 840 kvinnor och 10 200 män. Barn under 15 år utgör 34 %, vuxna 15-64 år 55 %, och äldre över 65 år 10,0 %.
Runt Xiaoxi är det tätbefolkat, med 257 invånare per kvadratkilometer. Närmaste större samhälle är Hefeng, 16,2 km öster om Xiaoxi. I omgivningarna runt Xiaoxi växer huvudsakligen savannskog.
Genomsnittlig årsnederbörd är 1 887 millimeter. Den regnigaste månaden är maj, med i genomsnitt 333 mm nederbörd, och den torraste är oktober, med 17 mm nederbörd.